# Susan Dunlap
Susan Dunlap (...) è una scrittrice statunitense  di libri gialli.

## Biografia
Cresciuta nei sobborghi di New York, frequentò poi l'università in Pennsylvania. Dopo il matrimonio, leggendo casualmente un romanzo di Agatha Christie, decise che avrebbe fatto la scrittrice.
Trasferitasi in California iniziò a scrivere dei romanzi gialli che incontrarono subito il favore del pubblico. Da allora ha scritto oltre 20 romanzi e un numero imprecisato di racconti brevi. Fra i suoi personaggi la detective Jill Smith.
Nel 1994 ha vinto il Premio Macavity per il miglior racconto.
La scrittrice vive alla periferia di San Francisco.